# رزگاه (سرآب)
رزگاه، روستایی از توابع بخش مهربان شهرستان سرآب در استان آذربایجان شرقی ایران است با معدن نفلین سینت که یکی از بزرگ‌ترین معادن نفلین سینت در ایران است .

## جمعیت
این روستا در دهستان آلان برآغوش قرار دارد و براساس سرشماری مرکز آمار ایران در سال ۱۳۸۵، جمعیت آن ۱۶۴ نفر (۳۹خانوار) بوده‌است؛ اما اکنون (سال ۱۴۰۱) ۹۸ نفر می‌باشد.

## تاریخچه
روستا در گذشته در محلی به نام شور سوء واقع بوده و محل فعلی آن بصورت نیزار بوده است؛ پس از گذشت سال‌ها، نیزار به باغات انگور تبدیل شده و پس از آن با خشک‌شدن زمین‌ها به محل فعلی روستا تبدیل شده است.

## معنای نام
در فرهنگ دهخدا رَِز به معنای درخت انگور است که نام روستا از این نام گرفته‌شده و (رزگاه) به معنای محل درختان انگور است.